# Сосна білокора
Сосна білокора (Pinus albicaulis) — дерево роду сосна родини соснових. У природних умовах росте в гірській місцевості на заході Північної Америки. Станом на 2015 рік є під загрозою вимирання. Головними чинниками загрози є паразитичний гриб Cronartium ribicola та жук-короїд Dendroctonus ponderosae, а в минулому — й вирубки.
Може жити понад 1000 років; починає давати шишки в 30–50 років. Ключовий вид деяких гірських екосистем. Відіграє, серед іншого, важливу роль у захисті ґрунту від ерозії. Велике поживне насіння цієї сосни восени та навесні є їжею тварин 20 видів, у тому числі ведмедів.

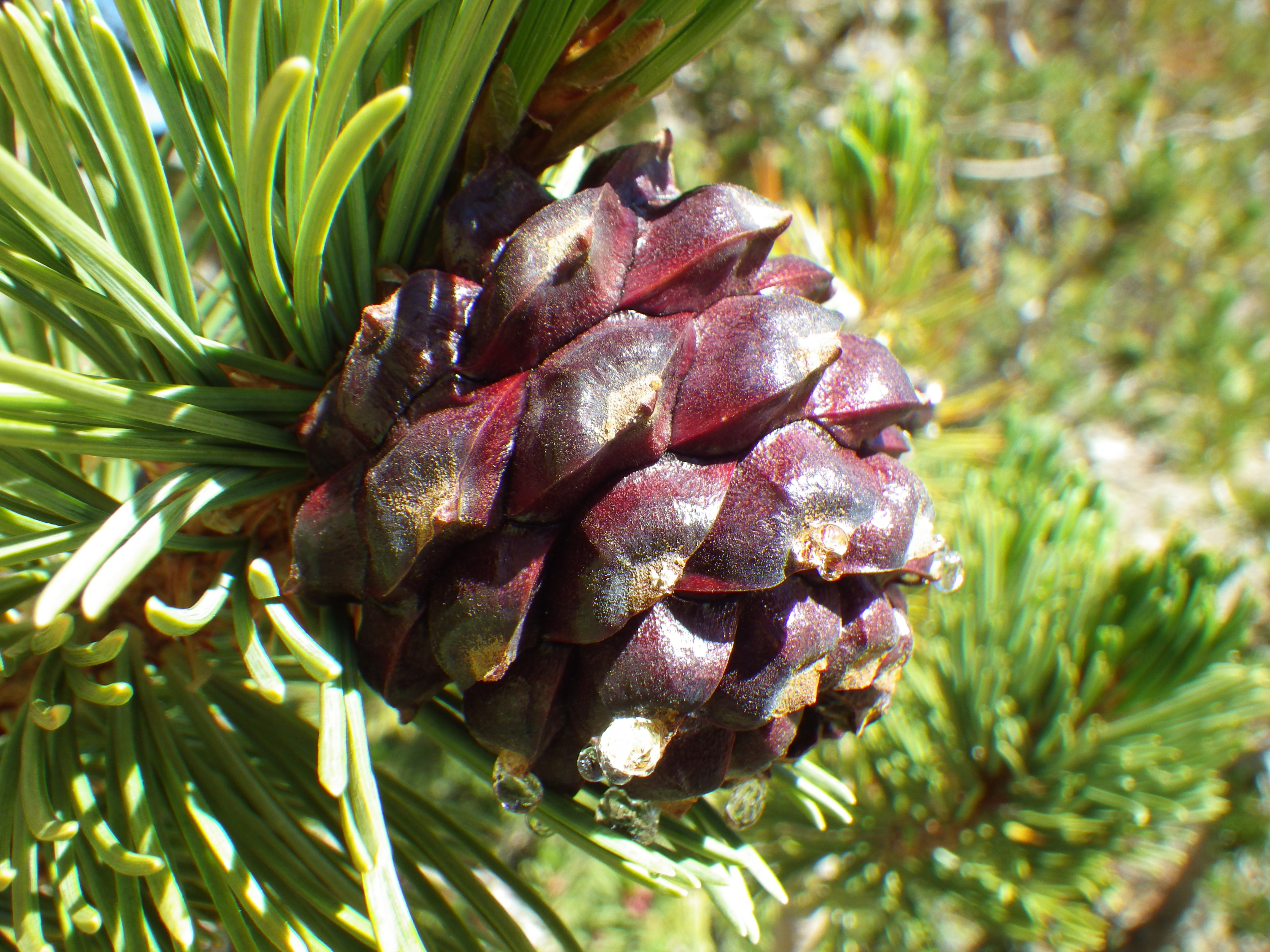
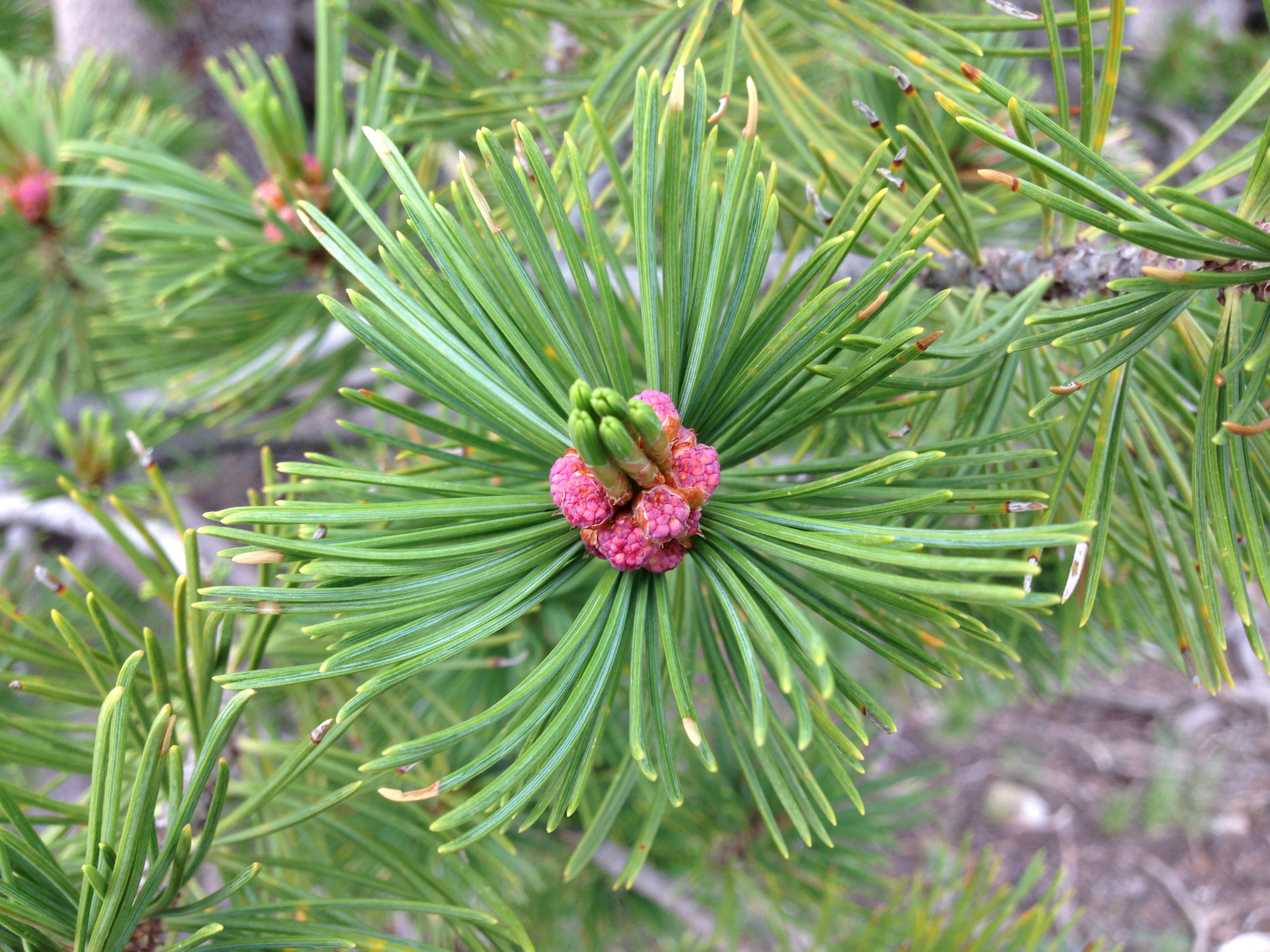